# A
A [ɑː] (fil) är den första bokstaven i det moderna latinska alfabetet.

## Betydelser

### Versalt A
- I naturvetenskap
  - förkortning för ampere, enheten för strömstyrka i Internationella måttenhetssystemet.
  - historisk förkortning för grundämnet Argon.[1]
  - i kemi en beteckning för masstal.
  - i kemi beteckning för ämnet adenin.
  - i matematik beteckning för area.
  - influensavirus typ A
- symbol för talet 10 i det hexadecimala talsystemet.
- beteckning för artilleriregemente.
- beteckning för attackflygplan.
- internationell beteckning för trängfartyg.
- nationalitetsbeteckning för motorfordon från Österrike.
- betyget ”Berömlig” (högsta betyg) i en äldre betygsskala i Sverige.
  - Även högsta betyget i nuvarande system, se Skolbetyg i Sverige.
- inom bibliotekens klassifikationssystem SAB beteckning för 'bok- och biblioteksväsen', se A (SAB).
- den sjätte tonen i C-durskalan, se a (ton).
- beteckning för en typ av pappersformat, A-format.
- beteckning för Arbeiderpartiet, de norska socialdemokraterna.
- fram till 1968 beteckning för Stockholms överståthållarskap.
- förkortning för Arbetsmarknadsdepartementet
- i nordamerikansk baseboll en nivå av farmarligor.
- trafikplatssignatur för Alingsås och Anten.
- Betecknar 1-klassvagn i det svenska litterasystemet för järnvägsfordon.
- ett musikalbum, se A (musikalbum)
- Söndagsbokstav för normalår som börjar en söndag
- en megayacht, se A (megayacht).
- en segelyacht, se A (segelyacht).
- en megayacht, se A+.

### Gement a
- förkortning för acceleration.
- beteckning för SI-prefixet atto (10–18)
- förkortning för areaenheten ar.
- förkortning för den brittiska och amerikanska areaenheten acre.
- förkortning för anno, latin för år; ad betyder anno domini = efter Kristus
- näst högsta betygsgraden "med utmärkt beröm godkänd" innan sifferbetyg infördes, se Skolbetyg i Sverige.
- förkortning för artär (arteria) i anatomiska angivelser.

#### En- och tvåvånings-a

De båda varianterna: tvåvånings-a och envånings-a

Det gemena a:et finns utformat i två versioner (allografer): det så kallade envånings-a:et med en "våning" (ɑ) och det så kallade tvåvånings-a:et med två "våningar" (a). Envånings-a är främst vanliga i flertalet teckensnitts kursiva varianter, i skripter och i kalligrafistilar (exempelvis Monotype Corsiva), samt i handstil, medan tvåvånings-a:na främst är vanliga i den raka varianten av flera teckensnitt. Vissa teckensnitt, så som Century Gothic, har envånings-a både i den raka och i den kursiva varianten, medan exempelvis teckensnitten Verdana och Arial i stället använder tvåvånings-a i båda varianterna.

## Historia

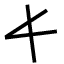
Fenicisk alef

Till det latinska alfabetet kom bokstaven A från den grekiska bokstaven "alfa", som i sin tur härstammade från den feniciska bokstaven alef, vilken i sin protosinaitiska förlaga varit en bild av ett oxhuvud. Oxe hette i de språken alef. Symbolen härstammar från en egyptisk hieroglyf med liknande utseende, dock annan betydelse och uttal. A används i olika skrifter som kyrilliska alfabetet (А), arabiska alfabetet Alif (ﺍ), hebreiska alfabetet alef (א).

## Datateknik
I datorer lagras A samt förkomponerade bokstäver med A som bas och vissa andra varianter av A med följande kodpunkter:
| Unicode | Gemen |                                                     | Unicode | Versal |                                                       | Används bl.a. i följande språk |
| ------- | ----- | --------------------------------------------------- | ------- | ------ | ----------------------------------------------------- | --- |
| U+0061  | a     | LATIN SMALL LETTER A                                | U+0041  | A      | LATIN CAPITAL LETTER A                                | de flesta där latinskt alfabet används |
| U+1D43  | ᵃ     | MODIFIER LETTER SMALL A                             |         |        |                                                       | om man inte kan använda upphöjda vanliga bokstäver, kan man använda förupphöjda bokstäver för att skriva förkortningar i vissa sammanhang; till exempel 2ᵃ för ”segunda” (spanska), eller 1ᵉʳ för ”primer” (spanska); men egentligen har dessa tecken kodats för fonetisk notation |
| U+00AA  | ª     | FEMININE ORDINAL INDICATOR                          |         |        |                                                       | (egentligen samma som U+1D43, se föregående rad men denna är ibland understruken) |
| U+00E1  | á     | LATIN SMALL LETTER A WITH ACUTE                     | U+00C1  | Á      | LATIN CAPITAL LETTER A WITH ACUTE                     | samiska, isländska, färöiska, spanska, portugisiska, tjeckiska, slovakiska, ungerska, iriska, walesiska, occitanska |
| U+00E0  | à     | LATIN SMALL LETTER A WITH GRAVE                     | U+00C0  | À      | LATIN CAPITAL LETTER A WITH GRAVE                     | franska, italienska, katalanska, occitanska, portugisiska, rätoromanska, svenska (för lånordet à) |
| U+0103  | ă     | LATIN SMALL LETTER A WITH BREVE                     | U+0102  | Ă      | LATIN CAPITAL LETTER A WITH BREVE                     | rumänska, vietnamesiska, gagauziska |
| U+1EAF  | ắ     | LATIN SMALL LETTER A WITH BREVE AND ACUTE           | U+1EAE  | Ắ      | LATIN CAPITAL LETTER A WITH BREVE AND ACUTE           | vietnamesiska |
| U+1EB1  | ằ     | LATIN SMALL LETTER A WITH BREVE AND GRAVE           | U+1EB0  | Ằ      | LATIN CAPITAL LETTER A WITH BREVE AND GRAVE           | vietnamesiska |
| U+1EB5  | ẵ     | LATIN SMALL LETTER A WITH BREVE AND TILDE           | U+1EB4  | Ẵ      | LATIN CAPITAL LETTER A WITH BREVE AND TILDE           | vietnamesiska |
| U+1EB3  | ẳ     | LATIN SMALL LETTER A WITH BREVE AND HOOK ABOVE      | U+1EB2  | Ẳ      | LATIN CAPITAL LETTER A WITH BREVE AND HOOK ABOVE      | vietnamesiska |
| U+00E2  | â     | LATIN SMALL LETTER A WITH CIRCUMFLEX                | U+00C2  | Â      | LATIN CAPITAL LETTER A WITH CIRCUMFLEX                | franska, rumänska, frisiska, walesiska, portugisiska, rätoromanska |
| U+1EA5  | ấ     | LATIN SMALL LETTER A WITH CIRCUMFLEX AND ACUTE      | U+1EA4  | Ấ      | LATIN CAPITAL LETTER A WITH CIRCUMFLEX AND ACUTE      | vietnamesiska |
| U+1EA7  | ầ     | LATIN SMALL LETTER A WITH CIRCUMFLEX AND GRAVE      | U+1EA6  | Ầ      | LATIN CAPITAL LETTER A WITH CIRCUMFLEX AND GRAVE      | vietnamesiska |
| U+1EAB  | ẫ     | LATIN SMALL LETTER A WITH CIRCUMFLEX AND TILDE      | U+1EAA  | Ẫ      | LATIN CAPITAL LETTER A WITH CIRCUMFLEX AND TILDE      | vietnamesiska |
| U+1EA9  | ẩ     | LATIN SMALL LETTER A WITH CIRCUMFLEX AND HOOK ABOVE | U+1EA8  | Ẩ      | LATIN CAPITAL LETTER A WITH CIRCUMFLEX AND HOOK ABOVE | vietnamesiska |
| U+01CE  | ǎ     | LATIN SMALL LETTER A WITH CARON                     | U+01CD  | Ǎ      | LATIN CAPITAL LETTER A WITH CARON                     | pinyin |
| U+00E5  | å     | LATIN SMALL LETTER A WITH RING ABOVE                | U+00C5  | Å      | LATIN CAPITAL LETTER A WITH RING ABOVE                | svenska, danska, norska, samiska, vallonska |
| U+01FB  | ǻ     | LATIN SMALL LETTER A WITH RING ABOVE AND ACUTE      | U+01FA  | Ǻ      | LATIN CAPITAL LETTER A WITH RING ABOVE AND ACUTE      | danska |
| U+00E4  | ä     | LATIN SMALL LETTER A WITH DIAERESIS                 | U+00C4  | Ä      | LATIN CAPITAL LETTER A WITH DIAERESIS                 | svenska, finska, tyska, estniska, slovakiska, liviska, gagauziska, luxemburgiska |
| U+01DF  | ǟ     | LATIN SMALL LETTER A WITH DIAERESIS AND MACRON      | U+01DE  | Ǟ      | LATIN CAPITAL LETTER A WITH DIAERESIS AND MACRON      | liviska |
| U+00E3  | ã     | LATIN SMALL LETTER A WITH TILDE                     | U+00C3  | Ã      | LATIN CAPITAL LETTER A WITH TILDE                     | portugisiska, kasjubiska |
| U+0227  | ȧ     | LATIN SMALL LETTER A WITH DOT ABOVE                 | U+0226  | Ȧ      | LATIN CAPITAL LETTER A WITH DOT ABOVE                 | |
| U+01E1  | ǡ     | LATIN SMALL LETTER A WITH DOT ABOVE AND MACRON      | U+01E0  | Ǡ      | LATIN CAPITAL LETTER A WITH DOT ABOVE AND MACRON      | |
| U+0105  | ą     | LATIN SMALL LETTER A WITH OGONEK                    | U+0104  | Ą      | LATIN CAPITAL LETTER A WITH OGONEK                    | litauiska, polska, kasjubiska |
| U+0101  | ā     | LATIN SMALL LETTER A WITH MACRON                    | U+0100  | Ā      | LATIN CAPITAL LETTER A WITH MACRON                    | lettiska, liviska |
| U+1EA3  | ả     | LATIN SMALL LETTER A WITH HOOK ABOVE                | U+1EA2  | Ả      | LATIN CAPITAL LETTER A WITH HOOK ABOVE                | vietnamesiska |
| U+0201  | ȁ     | LATIN SMALL LETTER A WITH DOUBLE GRAVE              | U+0200  | Ȁ      | LATIN CAPITAL LETTER A WITH DOUBLE GRAVE              | |
| U+0203  | ȃ     | LATIN SMALL LETTER A WITH INVERTED BREVE            | U+0202  | Ȃ      | LATIN CAPITAL LETTER A WITH INVERTED BREVE            | |
| U+1EA1  | ạ     | LATIN SMALL LETTER A WITH DOT BELOW                 | U+1EA0  | Ạ      | LATIN CAPITAL LETTER A WITH DOT BELOW                 | vietnamesiska |
| U+1EB7  | ặ     | LATIN SMALL LETTER A WITH BREVE AND DOT BELOW       | U+1EB6  | Ặ      | LATIN CAPITAL LETTER A WITH BREVE AND DOT BELOW       | vietnamesiska |
| U+1EAD  | ậ     | LATIN SMALL LETTER A WITH CIRCUMFLEX AND DOT BELOW  | U+1EAC  | Ậ      | LATIN CAPITAL LETTER A WITH CIRCUMFLEX AND DOT BELOW  | vietnamesiska |
| U+1E01  | ḁ     | LATIN SMALL LETTER A WITH RING BELOW                | U+1E00  | Ḁ      | LATIN CAPITAL LETTER A WITH RING BELOW                | |
| U+00E6  | æ     | LATIN SMALL LETTER AE                               | U+00C6  | Æ      | LATIN CAPITAL LETTER AE                               | danska, norska, färöiska, latin, isländska |
| U+01FD  | ǽ     | LATIN SMALL LETTER AE WITH ACUTE                    | U+01FC  | Ǽ      | LATIN CAPITAL LETTER AE WITH ACUTE                    | danska |
| U+01E3  | ǣ     | LATIN SMALL LETTER AE WITH MACRON                   | U+01E2  | Ǣ      | LATIN CAPITAL LETTER AE WITH MACRON                   | fornengelska |
| U+0250  | ɐ     | LATIN SMALL LETTER TURNED A                         |         |        |                                                       | IPA |
| U+0251  | ɑ     | LATIN SMALL LETTER ALPHA                            |         |        |                                                       | IPA |
| U+0252  | ɒ     | LATIN SMALL LETTER TURNED ALPHA                     |         |        |                                                       | IPA |
| U+0040  | @     | COMMERCIAL AT                                       |         |        |                                                       | symbol, snabel-a |

I ASCII-baserade kodningar lagras A med värdet 0x41 (hexadecimalt), a med värdet 0x61 (hexadecimalt) och (utom för vissa nationella varianter av ISO/IEC 646) @ med värdet 0x60 (hexadecimalt).
I EBCDIC-baserade kodningar lagras A med värdet 0xC1 (hexadecimalt), a med värdet 0x81 (hexadecimalt) och @ med värdet 0x7C (hexadecimalt).
Övriga varianter av A lagras med olika värden beroende på vilken kodning som används, om de alls kan representeras.